# Isabel Mackensen-Geis

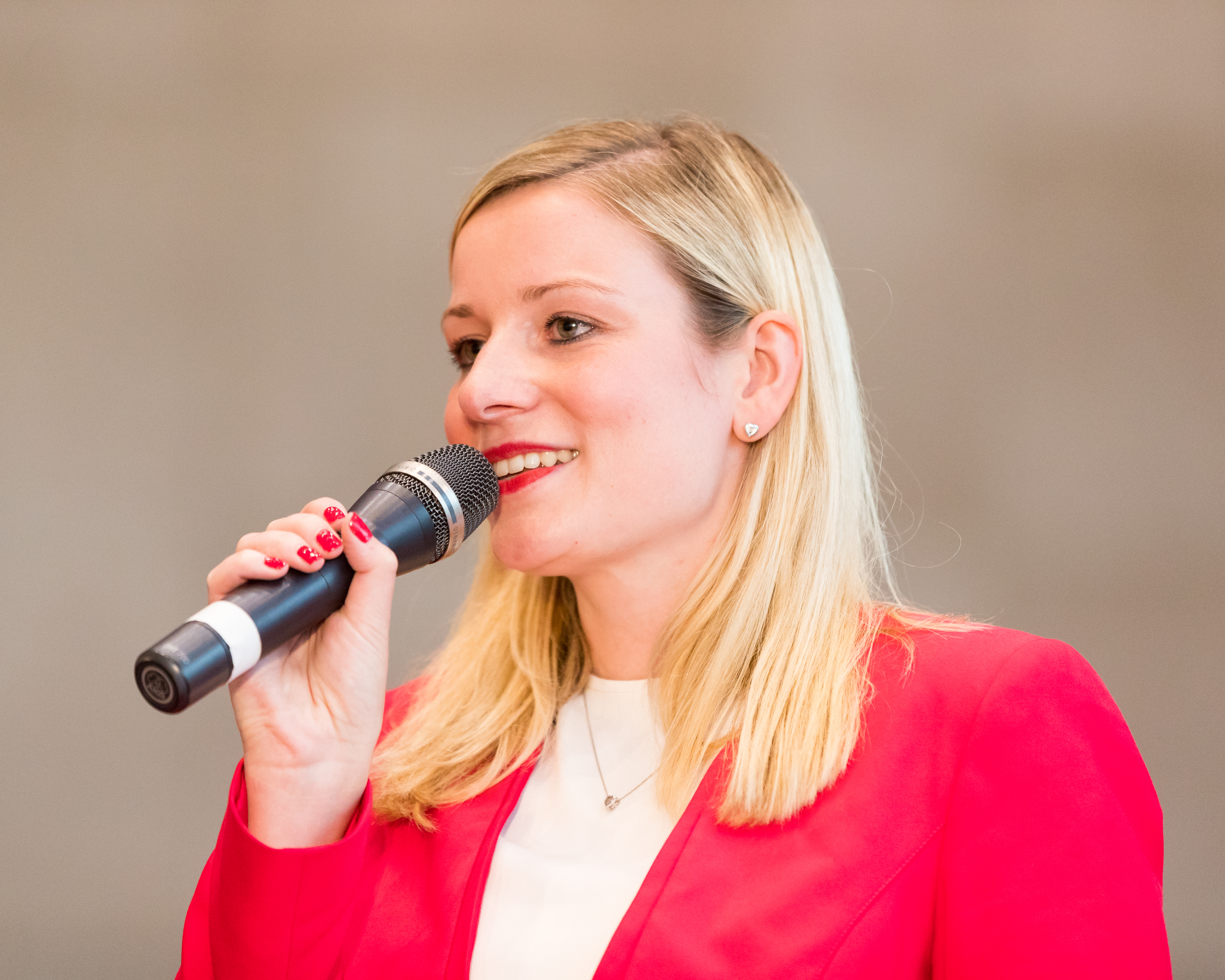
Isabel Mackensen-Geis (2017)

Isabel Larissa Mackensen-Geis (geborene Mackensen; * 29. September 1986 in Schwetzingen) ist eine deutsche Politikerin (SPD) und Politikwissenschaftlerin. Seit dem 2. Juli 2019 ist sie Mitglied des Deutschen Bundestages.

## Leben
Mackensen-Geis absolvierte 2006 am Kurfürst-Ruprecht-Gymnasium in Neustadt das Abitur und begann anschließend ein Studium der Politikwissenschaft und Geschichte an der Universität Trier, das sie 2012 mit dem akademischen Grad Magistra Artium abschloss. Danach absolvierte sie ein Ergänzungsstudium an der Verwaltungsuniversität Speyer und arbeitete ab 2013 im Wahlkreisbüro des Bundestagsabgeordneten Marcus Held. Von 2015 bis 2017 war sie beruflich tätig für den SPD-Bezirk Pfalz und die SPD-Unterbezirke Neustadt-Bad Dürkheim und Südpfalz, bevor sie als Fachreferentin für Umwelt, Energie, Ernährung, Forsten, Landwirtschaft und Weinbau in die SPD-Landtagsfraktion Rheinland-Pfalz wechselte.
Sie ist verheiratet mit Thomas Geis, Sohn des ehemaligen Landtagsabgeordneten Manfred Geis und selbst Mitglied des Vorstands des SPD-Ortsvereins Bad Dürkheim, und hat eine Tochter. Mackensen-Geis lebte seit ihrem zweiten Lebensjahr in Niederkirchen im Landkreis Bad Dürkheim, mittlerweile wohnt sie in Bad Dürkheim. Sie ist evangelischer Konfession.

## Politik
Isabel Mackensen-Geis trat im September 2009 in die SPD ein. Von 2013 bis 2017 war sie Vorsitzende der Jusos Pfalz. Bei der Bundestagswahl 2017 kandidierte sie im Wahlkreis Neustadt-Speyer, unterlag jedoch mit 25,3 % der Stimmen Johannes Steiniger (CDU), der 40 % erhielt. Am 2. Juli 2019 rückte sie als Elfte der SPD-Landesliste Rheinland-Pfalz für Katarina Barley in den Bundestag nach, da diese ins Europäische Parlament gewechselt war. Der vor ihr platzierte Carsten Kühl hatte zuvor auf sein Mandat verzichtet.
Im 19. Deutschen Bundestag gehörte sie dem Ausschuss für Ernährung und Landwirtschaft als ordentliches Mitglied und dem Ausschuss für Umwelt, Naturschutz und nukleare Sicherheit sowie dem Petitionsausschuss als stellvertretendes Mitglied an.
Kommunalpolitisch ist sie im Stadtrat Bad Dürkheim und im Kreistag Bad Dürkheim tätig. Ihr Mandat im Deidesheimer Verbandsgemeinderat legte sie im Dezember 2020 nieder.
Als Waldsprecherin der SPD-Bundestagsfraktion appellierte sie im April 2021 mit einem offenen Brief an Bundeslandwirtschaftsministerin Julia Klöckner, gegen die Blockade der Novellierung des Bundesjagdgesetzes, das zur Steigerung der Klimaresilienz und Verjüngung des Waldes u. a. Änderungen an den Abschussregelungen vorsieht, durch die Union vorzugehen.
Bei der Bundestagswahl 2021 verlor sie mit 28,1 % der Erststimmen erneut als Direktkandidatin im Wahlkreis Neustadt-Speyer gegen Johannes Steiniger von der CDU, der 30,2 % erhielt. Über Platz 4 der Landesliste der SPD verteidigte sie jedoch ihr Mandat. Im 20. Deutschen Bundestag war sie Schriftführerin, ordentliches Mitglied im Ausschuss für Ernährung und Landwirtschaft sowie stellvertretendes Mitglied im Petitionsausschuss und dem Ausschuss für Umwelt, Naturschutz, nukleare Sicherheit und Verbraucherschutz. 
Auch bei der Bundestagswahl 2025 unterlag sie erneut Johannes Steiniger von der CDU mit diesmal 21,9 % gegen 34,7 % der Erststimmen, konnte ihr Mandat allerdings über Platz 5 der Landesliste der SPD Rheinland-Pfalz verteidigen.
In der SPD Rheinland-Pfalz gehört Mackensen-Geis als Beisitzerin dem Landesvorstand an.